# Savy-Berlette
Savy-Berlette és un municipi francès situat al departament del Pas de Calais i a la regió dels Alts de França. L'any 2007 tenia 956 habitants.

## Demografia

### Població
El 2007 la població de fet de Savy-Berlette era de 956 persones. Hi havia 323 famílies de les quals 56 eren unipersonals (16 homes vivint sols i 40 dones vivint soles), 108 parelles sense fills, 155 parelles amb fills i 4 famílies monoparentals amb fills.
La població ha evolucionat segons el següent gràfic:
Habitants censats

### Habitatges
El 2007 hi havia 345 habitatges, 325 eren l'habitatge principal de la família, 7 eren segones residències i 14 estaven desocupats. 323 eren cases i 22 eren apartaments. Dels 325 habitatges principals, 286 estaven ocupats pels seus propietaris, 36 estaven llogats i ocupats pels llogaters i 3 estaven cedits a títol gratuït; 1 tenia una cambra, 6 en tenien dues, 17 en tenien tres, 88 en tenien quatre i 213 en tenien cinc o més. 281 habitatges disposaven pel capbaix d'una plaça de pàrquing. A 141 habitatges hi havia un automòbil i a 164 n'hi havia dos o més.

### Piràmide de població
La piràmide de població per edats i sexe el 2009 era:
| Homes | Edats   | Dones |
| ----- | ------- | ----- |
| 0     | 95 o +  | 0     |
| 0     | 90 a 94 | 0     |
| 0     | 85 a 89 | 4     |
| 8     | 80 a 84 | 8     |
| 12    | 75 a 79 | 12    |
| 20    | 70 a 74 | 28    |
| 4     | 65 a 69 | 16    |
| 12    | 60 a 64 | 8     |
| 4     | 55 a 59 | 4     |
| 44    | 50 a 54 | 20    |
| 36    | 45 a 49 | 52    |
| 24    | 40 a 44 | 44    |
| 24    | 35 a 39 | 28    |
| 40    | 30 a 34 | 20    |
| 28    | 25 a 29 | 28    |
| 32    | 20 a 24 | 24    |
| 36    | 15 a 19 | 32    |
| 52    | 10 a 14 | 28    |
| 32    | 5 a 9   | 24    |
| 16    | 0 a 4   | 32    |

## Economia
El 2007 la població en edat de treballar era de 673 persones, 491 eren actives i 182 eren inactives. De les 491 persones actives 474 estaven ocupades (279 homes i 195 dones) i 17 estaven aturades (10 homes i 7 dones). De les 182 persones inactives 54 estaven jubilades, 82 estaven estudiant i 46 estaven classificades com a «altres inactius».

### Ingressos
El 2009 a Savy-Berlette hi havia 333 unitats fiscals que integraven 931,5 persones, la mediana anual d'ingressos fiscals per persona era de 19.506 €.

### Activitats econòmiques
Dels 25 establiments que hi havia el 2007, 1 era d'una empresa de fabricació d'elements pel transport, 3 d'empreses de fabricació d'altres productes industrials, 4 d'empreses de construcció, 4 d'empreses de comerç i reparació d'automòbils, 2 d'empreses de transport, 3 d'empreses d'hostatgeria i restauració, 2 d'empreses financeres, 3 d'empreses de serveis i 3 d'empreses classificades com a «altres activitats de serveis».
Dels 9 establiments de servei als particulars que hi havia el 2009, 2 eren tallers de reparació d'automòbils i de material agrícola, 1 lampisteria, 1 empresa de construcció, 2 perruqueries, 2 restaurants i 1 saló de bellesa.
Dels 2 establiments comercials que hi havia el 2009, 1 era una botiga d'electrodomèstics i 1 una joieria.
L'any 2000 a Savy-Berlette hi havia 8 explotacions agrícoles que ocupaven un total de 310 hectàrees.

## Equipaments sanitaris i escolars
El 2009 hi havia una escola elemental integrada dins d'un grup escolar amb les comunes properes formant una escola dispersa.

## Poblacions més properes
El següent diagrama mostra les poblacions més properes.